# Agathis labillardieri
Agathis labillardieri (агатис новогвінейський) — вид хвойних рослин родини араукарієвих.

## Поширення, екологія
Країни проживання: Індонезія (Папуа); Папуа Нова Гвінея. Проживає в широкому діапазоні типів рослинності від торф'яних боліт поблизу рівня моря, до низьких гірських спільнот (записані від 50 до 2000 м).

## Морфологія
Дерево до 60 м заввишки, до 2 м в обхваті. Кора темно-коричнева. Крона з гілками направлені по діагоналі вгору. Листки довгасто-ланцетні або еліптичні, 75–10 см завдовжки, 1.8–3 см завширшки, блискучі знизу, верхівці тупі або тупо гострі, черешок 5–7 мм завдовжки і 2–3 мм завширшки. Чоловічі стробіли широко циліндричні, на товстій 1–2 мм ніжці, завдовжки 1.8–3 см, 1–1,5 см завширшки. Жіночі шишки кулясті, 7,5–8,5 см завдовжки і 6 см завширшки, зеленуваті. Насіння 1 см завдовжки і завширшки 8 мм, з невеликими крилами.

## Використання
Є одним з найцінніших дерев для деревини на острові.

## Загрози та охорона
Вирубка і насадження плантації олійної пальми в низинних районах скоротили площу цього виду. Хоча він як і раніше поширений, розширення лісозаготівель і перетворення середовища існування може привести до зміни статусу.